# Järnvägsolyckan i Jyväskylä 1998
Järnvägsolyckan i Jyväskylä 1998 (finska: Jyväskylän junaturma) inträffade den 6 mars 1998 i Jyväskylä, Finland, då ett Sr1-draget expresståg (P105) från Åbo på väg till Joensuu via Pieksämäki spårade ur. Tåget spårade ur i en växel på stationsområdet på grund av att det hade för hög hastighet (80 km/h i stället för tillåtna 35 km/h). 300 personer fanns i tåget (enligt vissa källor 500). Lokpersonalen bestod av en lokförare och en lokeldare (rikssvenska: lokbiträde).
Utredningen utpekar fem huvudsakliga orsaker till olyckan:
- Lokeldaren som förde tåget var trött. Förarna hade kört ett nattåg och viloutrymmena där de sovit under fem timmars paus var bullriga.
- Lokförarna hade börjat koka kaffe, vilket kan ha distraherat dem så att lokeldaren inte märkte att de skulle till ett annat spår än tidigare.
- Lokeldaren utgick antagligen från att tåget skulle till det vanliga spåret, där 80 km/h var tillåtet.
- Lokeldaren märkte antagligen inte att järnvägssignalerna saknade den tilläggssiffra som skulle ha angett att den högre hastigheten varit tillåten.
- På grund av kaffekokandet märkte den ansvariga lokföraren, som fungerade som utkik, inte att bromsningen inte inleddes i tid, förrän vid huvudsignalen.

Faktorer som kan ha bidragit till olyckan var att bromsen var fel inställd och därför inte så effektiv som den borde ha varit, att signalbeskeden inte skiljer sig särskilt mycket mellan växlar med olika fartbegränsning och problem i organisationskulturen.
Lokeldaren samt nio passagerare dödades och nittiofyra personer skadades, varav en i en bil som blev påkörd av loket som spårat ur. De materiella skadorna uppskattas till 18,9 miljoner finska mark (3,2 miljoner euro).